# Every Picture Tells a Story
Albums de Rod Stewart
Gasoline Alley
(1970) Never a Dull Moment
(1972)
Every Picture Tells a Story est le troisième album studio de Rod Stewart, sorti en 1971. Il rencontre un grand succès, se classant no 1 au Royaume-Uni et aux États-Unis, de même que le single Maggie May. Parmi les invités prestigieux à avoir collaboré à l'album, on y retrouve les Faces au grand complet, puisque Rod faisait encore partie du groupe à l'époque. Deux musiciens du groupe Steamhammer ont aussi participé, à savoir le pianiste Pete Sears et le guitariste Martin Quittenton, ce dernier a aussi coécrit la chanson Maggie May avec Rod Stewart. On y trouve aussi le guitariste et mandoliniste Ray Jackson du groupe Lindisfarne, le fidèle Micky Waller à la batterie, qui a joué avec Cyril Davies R&B All Stars dont faisait aussi partie John Baldry qui chante sur cet album. Par la suite, Micky a joué avec The Steampacket dont faisaient aussi partie Rod Stewart et Long John Baldry, il a ensuite accompagné John Mayall et les Bluesbreakers ainsi que le Jeff Beck Group avec Rod Stewart au chant et Ron Wood à la basse. En parlant de bassistes, Danny Thompson le contrebassiste a travaillé avec Alexis Korner au sein de Blues Incorporated avant de joindre le groupe Pentangle. Parmi les choristes, on remarque la présence de Maggie Bell qui fut chanteuse pour le groupe Stone the Crows. 

## Titres

### Face 1
1. Every Picture Tells a Story (Rod Stewart, Ron Wood) – 6:01
2. Seems Like a Long Time (Theodore Anderson) – 4:02
3. That's All Right (Arthur Crudup) – 3:59
4. Amazing Grace (trad., arr. Rod Stewart) – 2:03
5. Tomorrow Is a Long Time (Bob Dylan) – 3:43

### Face 2
1. O. Henry (Martin Quittenton) – 0:32
2. Maggie May (Rod Stewart, Martin Quittenton) – 5:16
3. Mandolin Wind (Rod Stewart) – 5:33
4. (I Know) I'm Losing You (Norman Whitfield, Eddie Holland, Cornelius Grant) – 5:23
5. Reason to Believe (Tim Hardin) – 4:06

## Personnel
- Rod Stewart : chant, guitare acoustique
- Martin Quittenton : guitare acoustique
- Ron Wood : guitare, guitare pedal steel, basse
- Sam Mitchell : guitare slide
- Ray Jackson : mandoline
- Andy Pyle : basse
- Ronnie Lane : basse et chœurs sur (I Know) I'm Losing You (non crédité)
- Danny Thompson : contrebasse
- Dick Powell : violon
- Pete Sears : piano, celeste
- Ian McLagan : orgue, piano sur (I Know) I'm Losing You
- Micky Waller : batterie
- Kenney Jones : batterie sur (I Know) I'm Losing You
- John Baldry : chant sur Every Picture Tells a Story
- Maggie Bell : chœurs abrasifs sur Every Picture Tells a Story
- Madeline Bell et ses amis : chœurs sur Seems Like a Long Time